# John Maunsell
Sir John Maunsell, anche noto come Sir John Mansel, prevosto di Beverley (1190/1195 circa – 1265), è stato un magistrato inglese e segretario del Re.
Fu Lord Cancelliere del Re Enrico III e fu il primo Segretario di Stato dell'Inghilterra.

## Biografia
Suo nonno Robert Mansel fu un Cavaliere templare agli ordini del barone Gilbert de Lacy in Palestina. 
Durante il regno di Enrico II, Robert comandava una piccola unità di Gallesi ed Aquitani che, di notte, metteva in rotta una forza molto più consistente di Turchi comandati dal Sultano Norandino, presso il suo campo posto fuori Damasco.
Suo padre Walter, un diacono, fu Napkin Bearer ("portatore del tovagliolo") del re.
John Maunsell è per la prima volta citato quando, nel 1215, fu inviato dalla Scozia come oratore dal re di Scozia Alessandro alla Corte di Giovanni Senza Terra.  
Essendo figlio di un diacono che aveva preso gli ordini, il suo stato di nascita periodicamente era oggetto di discussione, cosa che si risolse con una lettera di papa Innocenzo IV ratificata da papa Alessandro IV nel 1259, che recava "approvazione, indirizzata a John Mansel, Cancelliere di Londra, Segretario del Re, della dispensa a lui data, su richiesta del Re, da Papa Innocenzo, ad essere ordinato e promosso, nonostante il fatto che sua madre abbia sposato suo padre, un uomo nobile di nascita, non sapendo che egli fosse un diacono, e sia stata ritenuta per tutto il tempo la sua moglie legale; suo padre, dopo un po' di tempo, pentendosi, riprese gli ordini, poiché un divorzio era stato proclamato dai loro diocesani. La dispensa è approvata, sebbene non sia possibile sostenere l'appello di ignoranza della madre né la reputazione di un matrimonio legale".
Maunsell divenne un favorito del giovane re Enrico III e fu da lui assegnato alla prebenda vacante del Tamigi; ma Robert Grosseteste, un vescovo riformista con posizioni forti sui diritti e privilegi ecclesiastici, si rifiutò di ammetterlo.
Secondo quanto riportato, Maunsell prese la chiesa del Tamigi con la forza, prima di avanzare le sue rivendicazioni sulla prebenda (un tipo specifico di beneficio ecclesiastico). Grosseteste, avendo così rivendicato il suo diritto, assegnò a Maunsell il più remunerativo beneficio di Maidstone. Nonostante la perdita del beneficio del Tamigi, si ritiene che Maunsell abbia ottenuto più benefici di ogni altro sacerdote, dal momento che ne accumulò parecchi.
Maunsell acquisì benefici aggiuntivi, tra i quali:
- prevosto di Beverly nel 1247,
- beneficio di Howden,
- cancelleria della Cattedrale di San Paolo, a Londra,
- beneficio di Bawburgh,
- prebenda di South Malling,
- beneficio di Haughley,
- prebenda di Tottenhall,
- prebenda di Chinchester,
- diacono di Wimborn,
- rettore di Wigan,
- cappellano papale,
- cappellano del re.

Nel 1238 combatté con un contingente di inglesi agli ordini di Henry de Turbeville in supporto all'imperatore Federico II nel nord dell'Italia. Federico II si era sposato con la sorella di Enrico Isabella nel 1235. 
Combatté a fianco di Enrico III nella battaglia di Taillebourg durante la guerra di Saintonge (20–24 luglio 1242) e fece prigioniero Peter Orige, siniscalco del conte di Boulogne. Non da ultimo è stato riconosciuto come uno degli uomini più coraggiosi in questa impresa fallimentare contro Luigi IX di Francia. Fu gravemente ferito mentre conduceva un assalto durante l'assedio del monastero di Verines.
Fu nominato siniscalco di Guascogna nel 1243, incarico successivamente ricoperto da Simone V di Montfort, VI conte di Leicester, e poi dal principe Edoardo. 
In questo ruolo, quando Alfonso X di Castiglia mostrò interesse per la Guascogna, John Maunsell aiutò a risolvere la situazione organizzando, nel 1254, il matrimonio di Edoardo con la sorellastra di Alfonso, Eleonora.
Il castello di Sedgwick giunse nelle sue mani nel 1249.
Negli anni 1246 e 1247 prestò servizio come Lord Cancelliere di Inghilterra.
Nel 1253, John Maunsell fondò il priorato agostiniano di Bilsington, vicino a Romney, considerando prudentemente che "il favore del Re non è ereditario né la prosperità terrena di lunga durata."  
Di lui parlò con toni dispregiativi il monaco cronista Matthew Paris, dell'abbazia di St Albans, per il fatto che negò ingiustamente un giudizio legale a favore dell'Abbazia, dopo che un monaco era stato aggredito e derubato dal suo protetto Geoffrey di Childwick.
Apprezzò molto il potere secolare. Le Disposizioni di Oxford del 1258 assegnarono a quattro uomini il potere di eleggere un consiglio di quindici che governasse la tesoreria e la cancelleria.
Questi quattro uomini erano il Conte Maresciallo (il conte di Norfolk), Hugh Bigod, John Maunsell e il conte di Warwick (John du Plessis). Non solo egli organizzò, nel 1249, il matrimonio della figlia di Enrico III, Margherita d'Inghilterra con Alessandro III di Scozia, ma intrattenne le corti di Inghilterra e Scozia in occasione della visita del re Alessandro a Londra nel 1256.
Una tale impresa non sarebbe stata possibile senza le entrate provenienti dai molteplici benefici.
Nel 1261 fu nominato Connestabile della Torre di Londra. Assieme a Simon de Montfort fu mediatore nell'organizzazione del matrimonio della figlia di Enrico, Beatrice, con Giovanni di Bretagna nel 1259.
John Maunsell si trovava in Francia con la regina Eleonora e Edmondo Plantageneto, I conte di Lancaster, quando Simone di Montfort sconfisse Enrico III nella battaglia di Lewes il 14 maggio 1264. Dopo poco tempo, nell'agosto 1264, Simone di Montfort s'impadronì dei possedimenti di Maunsell.
John Maunsell morì il 20 gennaio 1265 a Firenze e fu sepolto nella Cattedrale di York.
Tra i suoi contemporanei vi furono il meglio conosciuto Simone di Montfort, VI conte di Leicester, e Ruggero Bacone.